# RNF122
RNF122 (англ. Ring finger protein 122) – білок, який кодується однойменним геном, розташованим у людей на короткому плечі 8-ї хромосоми. Довжина поліпептидного ланцюга білка становить 155 амінокислот, а молекулярна маса — 17 475.
| 10         |  | 20         |  | 30         |  | 40         |  | 50         |
| ---------- |  | ---------- |  | ---------- |  | ---------- |  | ---------- |
| MHPFQWCNGC |  | FCGLGLVSTN |  | KSCSMPPISF |  | QDLPLNIYMV |  | IFGTGIFVFM |
| LSLIFCCYFI |  | SKLRNQAQSE |  | RYGYKEVVLK |  | GDAKKLQLYG |  | QTCAVCLEDF |
| KGKDELGVLP |  | CQHAFHRKCL |  | VKWLEVRCVC |  | PMCNKPIASP |  | SEATQNIGIL |
| LDELV      |  |            |  |            |  |            |  |            |

A: Аланін

C: Цистеїн

D: Аспарагінова кислота

E: Глутамінова кислота

F: Фенілаланін

G: Гліцин

H: Гістидин

I: Ізолейцин

K: Лізин

L: Лейцин

M: Метіонін

N: Аспарагін

P: Пролін

Q: Глутамін

R: Аргінін

S: Серин

T: Треонін

V: Валін

W: Триптофан

Білок має сайт для зв'язування з іонами металів, іоном цинку. 
Локалізований у мембрані, ендоплазматичному ретикулумі, апараті гольджі.